# Fluminicola gustafsoni
Fluminicola gustafsoni is een slakkensoort uit de familie van de Lithoglyphidae. De wetenschappelijke naam van de soort werd voor het eerst geldig gepubliceerd in 2012 door Hershler & Liu.